# Dobrovice
Dobrovice (deutsch Dobrowitz, früher auch Dobrawitz) ist eine Stadt in Tschechien. Sie liegt sechs Kilometer südwestlich des Stadtzentrums von Mladá Boleslav und gehört zum Okres Mladá Boleslav.

## Geographie

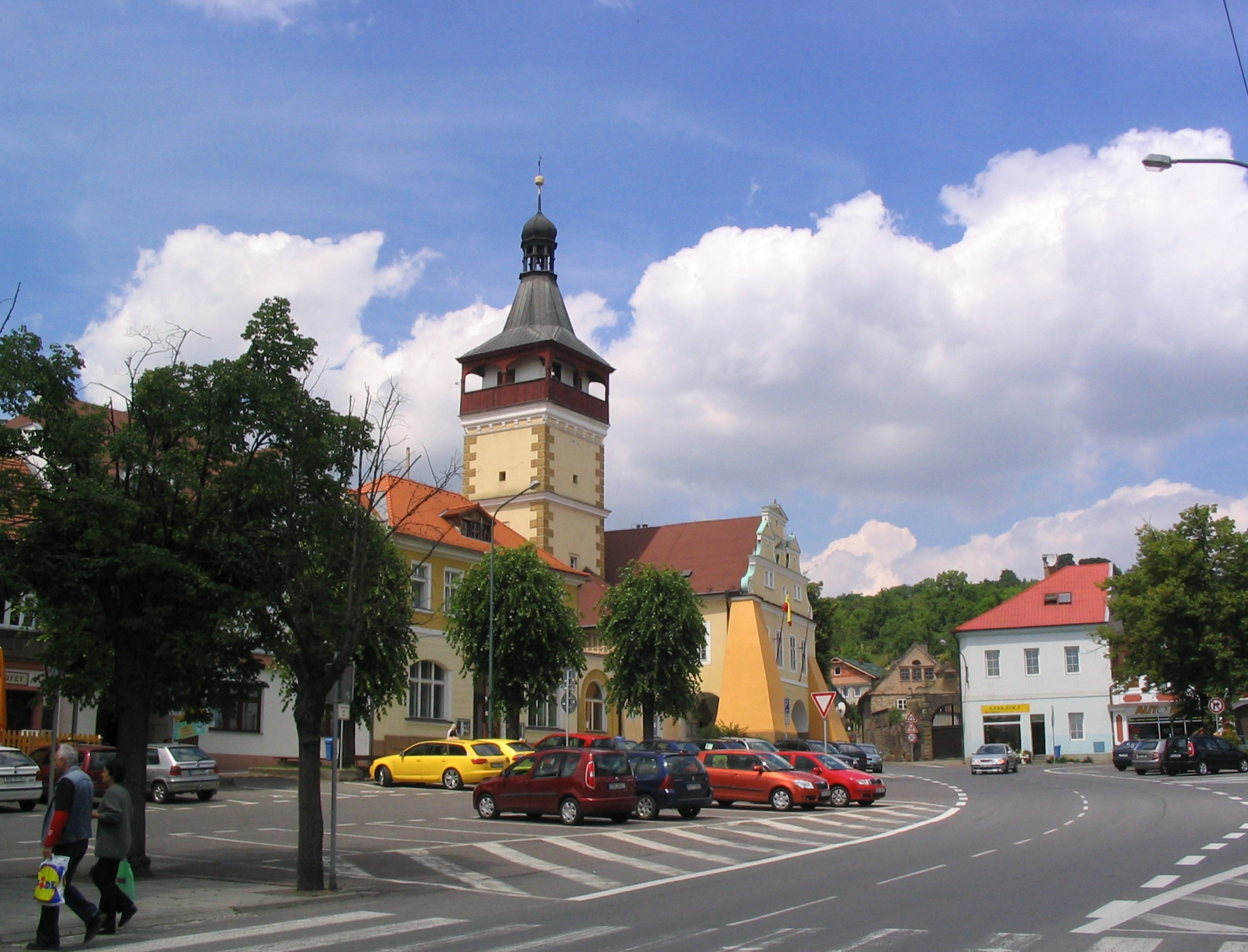
Dobrovice, Marktplatz

Dobrovice befindet sich im Mittelböhmischen Tafelland am Rande des Naturparkes Chlum. Die Stadt liegt am Hügel Viničný (240 m), im Quellgebiet des Vinařický potok. Am südöstlichen Stadtrand liegen mehrere Teiche, von denen der Herždén der größte ist. Westlich der Stadt verläuft die Bahnstrecke Nymburk–Mladá Boleslav, an der sich zweieinhalb Kilometer südwestlich von Dobrovice auf freiem Felde die gleichnamige Bahnstation befindet. Die früher aus östlicher Richtung in die Stadt führende Lokalbahn Dětenice–Dobrovice ist stillgelegt.
Nachbarorte sind Bojetice im Norden, Týnec im Nordosten, Úherce im Osten, Pěčice im Südosten, Kosořice und Voděrady im Süden, Němčice und Libichov im Südwesten, Sýčina im Westen sowie Černovna und Vinařice im Nordwesten.

## Geschichte
Die erste urkundliche Erwähnung von Dobroviczevez erfolgte im Jahre 1249 als Besitz des Prager Burgvogtes Mstidruh von Dobroviceves. Dieser war der Ahnherr des Adelsgeschlechts der Chlumský von Chlum. Die Chlumský hielten die Herrschaft bis 1545. Ihnen folgten die Budovec von Budov und ab 1551 Anna von Wartenberg. Sie heiratete 1558 Heinrich von Waldstein und brachte ihre Güter in die Ehe ein. Unter Heinrich von Waldstein begann der Ausbau des Ortes zum Residenzort der Dobrowitzer Linie der Waldsteiner. Er erhob Dobrovice 1558 zur Stadt und ließ zwischen 1558 und 1578 die Feste der Chlumský zu einem Schloss umbauen.
Nach Heinrichs Tod erbte 1579 dessen Sohn Wilhelm Vok den Besitz. Er verstarb 1593. Sein Erbe war der minderjährige Henning von Waldstein, der 1612 nach Ablauf der Vormundschaft die Herrschaft übernahm. Dieser stattete den Ort mit einer Vielzahl von Privilegien, wie dem Bier- und Weinschank, aus; er errichtete im Rathaus eine Lateinschule und im Schloss eine Druckerei, die antihabsburgische Schriften verbreitete. Er flüchtete nach einem Prozess wegen Majestätsbeleidigung und Beteiligung am Ständeaufstand nach Dresden. Henning von Waldstein und sein minderjähriger Sohn wurden dort 1623 ermordet. Die Herrschaft Dobrawitz fiel an Albrecht von Waldstein, der sie im selben Jahre seinem Verwandten Adam von Waldstein überließ.
Nach dessen Tode erbte 1638 Maximilian von Waldstein die Herrschaft, ihm folgten ab 1654 Franz Augustin von Waldstein, ab 1684 Karl Ferdinand von Waldstein, ab 1702 Karl Ernst von Waldstein und ab 1713 Johann Joseph von Waldstein. Dessen Tochter Maria Anna heiratete 1735 Joseph von Fürstenberg. Bis 1765 besaß Dobrovice die Blutgerichtsbarkeit Erster Klasse. Nach den Fürstenbergern folgten ab 1809 die Fürsten von Thurn und Taxis, die die Güter bis 1929 hielten. 1831 ließ Karl Anselm von Thurn und Taxis das Schloss Dobrovice zur größten Zuckerfabrik Böhmens umbauen. Die Pläne lieferte der Architekt Karl Weinrich aus Wetzlar. Zwischen 1832 und 1833 wurde die Schlosskapelle abgebrochen und die Ausstattung des Schlosses wurde vernichtet. Nach der Aufhebung der Patrimonialherrschaften bildete Dobrawitz ab 1850 eine Stadtgemeinde im Bezirk Jung Bunzlau. 1869 lebten in Dobrovice 1801 Menschen. 1870 eröffnete man die Eisenbahn Mladá Boleslav – Nymburk, und Dobrovice erhielt weit außerhalb der Stadt einen Haltepunkt. Im Jahre 1883 wurde für die Zuckerfabrik Dobrovice durch die Böhmischen Commercialbahnen die Rübenbahn Dětenice–Dobrovice erbaut, die direkt zur Zuckerfabrik führte und von dort einen Anschluss an die Strecke von Mladá Boleslav nach Nymburk erhielt.
1923 verkauften die Fürsten von Thurn und Taxis das frühere Schloss an die Aussiger Zuckerraffinerie.

## Gemeindegliederung
Die Stadt Dobrovice besteht aus den Ortsteilen Bojetice (Bojetitz), Chloumek, Dobrovice (Dobrowitz), Holé Vrchy (Kahlenberg), Libichov (Libichow), Sýčina (Sejtschin), Týnec (Teinitz) und Úherce (Uhertz).

## Sehenswürdigkeiten und Besonderheiten

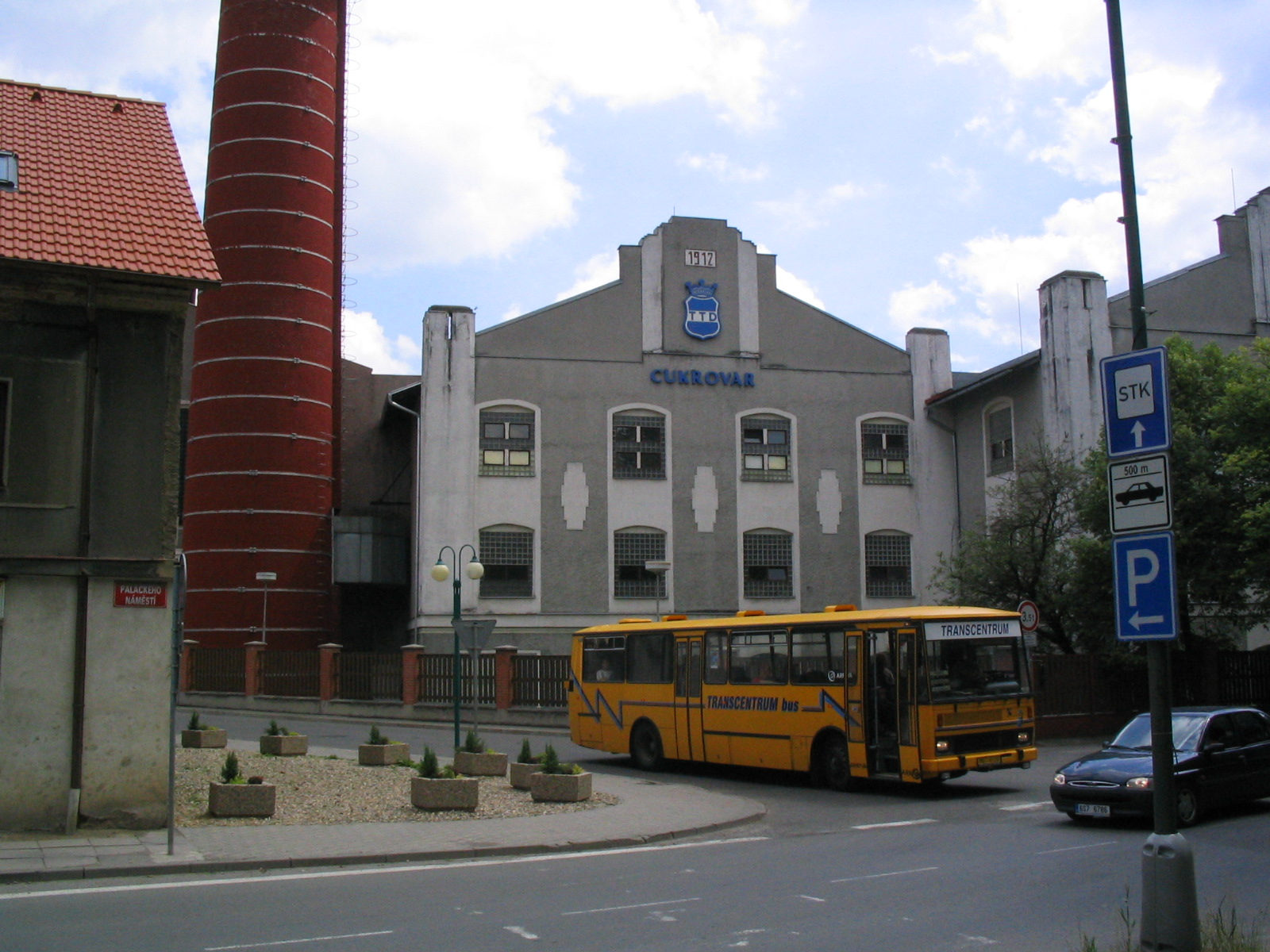
Zuckerfabrik

- Rathaus mit Lauben und großem Turm, errichtet zwischen 1608 und 1610
- Stadtbrunnen auf dem Markt
- die dreischiffige Hallenkirche St. Bartholomäus, erbaut 1569 bis 1571 unter Heinrich von Waldstein, erhielt 1755 im Westen einen Turmanbau und wurde 1813–1814 im Neorenaissancestil umgebaut. In ihr befindet sich die Grablege der Dobrowitzer Linie der Waldsteiner
- Kirche St. Anna in Týnec, erbaut 1730–1734 anstelle der alten, dem Franziskus von Seraphim geweihten Kirche
- Kirche St. Wenzel in Sýčina, seit 1356 nachweisbar
- ehemaliges Schloss Dobrovice, das zwischen 1558 und 1578 errichtete vierflügelige Waldstein-Schloss wurde 1831 unter den Thurn und Taxis zur größten Zuckerfabrik Böhmens umgebaut
- Bei dem Ortsteil Chloumek, dessen Name auch eine naheliegende Erhebung trägt, gibt es einen wichtigen geologischen Aufschluss im Quadersandstein, der als Typlokalität auf die Chloumeker-Schichten (früher auch Chlomeker Schichten) in der lithostratigraphischen Gliederung der Böhmischen Kreide übergangen war. Die Benennung erfolgte um 1897 durch Antonín Frič, der damit die ursprünglich von Jan Krejčí geprägte Bezeichnung Großskaler Sandstein novellierte. Später ordnete man sie der kretazischen Merboltice-Formation zu und ihr Name ist seitdem nur noch ein historischer Begriff der Geowissenschaften.[2]

## Söhne und Töchter der Stadt
- Karel Krejčík (1857–1901), Maler
- Adolf Ludvík Krejčík (1877–1958), Archivar und Historiker, Direktor der Landwirtschaftsarchivs in Prag
- Vojtěch Kristián Blahník (1888–1972), Theaterhistoriker und Regisseur
- Bedřich Feuerstein (1892–1936), Architekt
- Jan Čumpelík (1895–1965), Maler
- Ota Hynie (1899–1968), Geologe
- Karel Cehák (1903–1957), Geologe
- Josef Hynie (1900–1989), Sexualpathologe, Begründer der tschechoslowakischen Sexualforschung und Professor an der Karls-Universität
- Jiří Adamíra (1926–1993), Schauspieler
- Marie Tomášová (1929–2025), Schauspielerin
- Jindřich Chrtek (1930–2008), Botaniker